# Brandýs (Chabeřice)
Brandýs (německy Brandeis) je osada, část obce Chabeřice v okrese Kutná Hora. Nachází se asi dva kilometry severozápadně od Chabeřic.
Brandýs leží v katastrálním území Chabeřice o výměře 7,96 km².

## Historie
První písemná zmínka o vesnici pochází z roku 1417.

## Fotogalerie

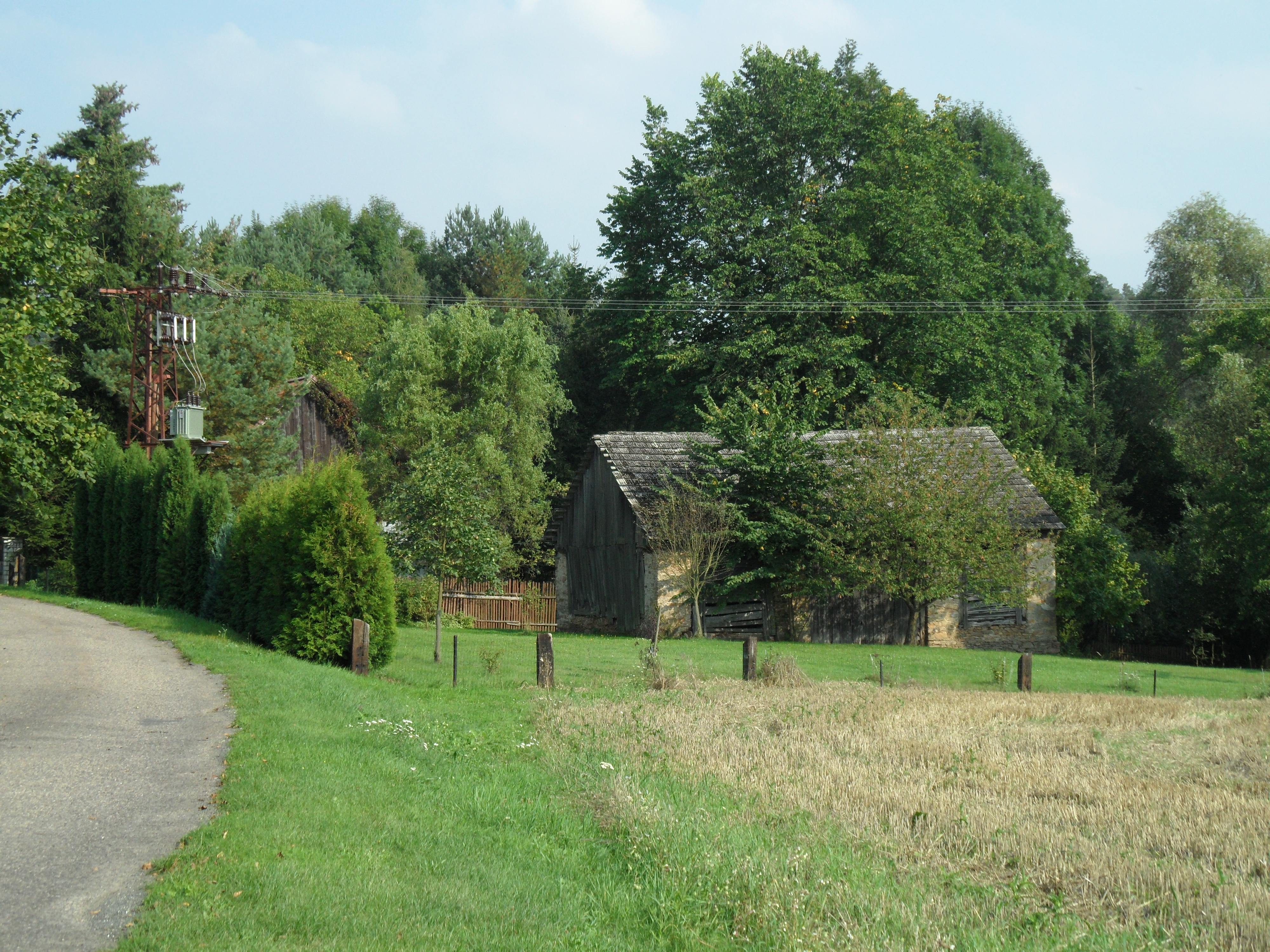
Stavení
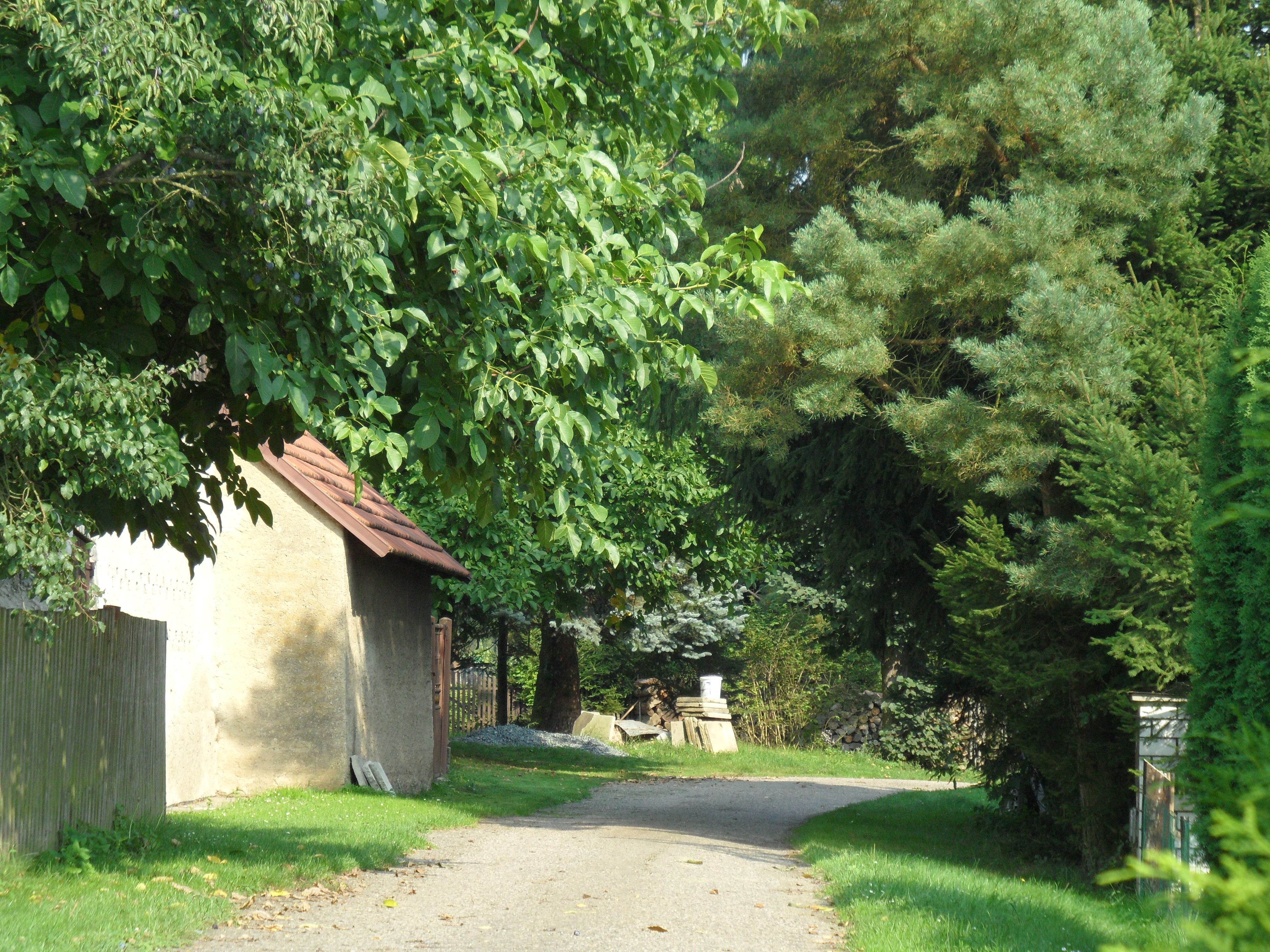
Úzká cesta ve vsi
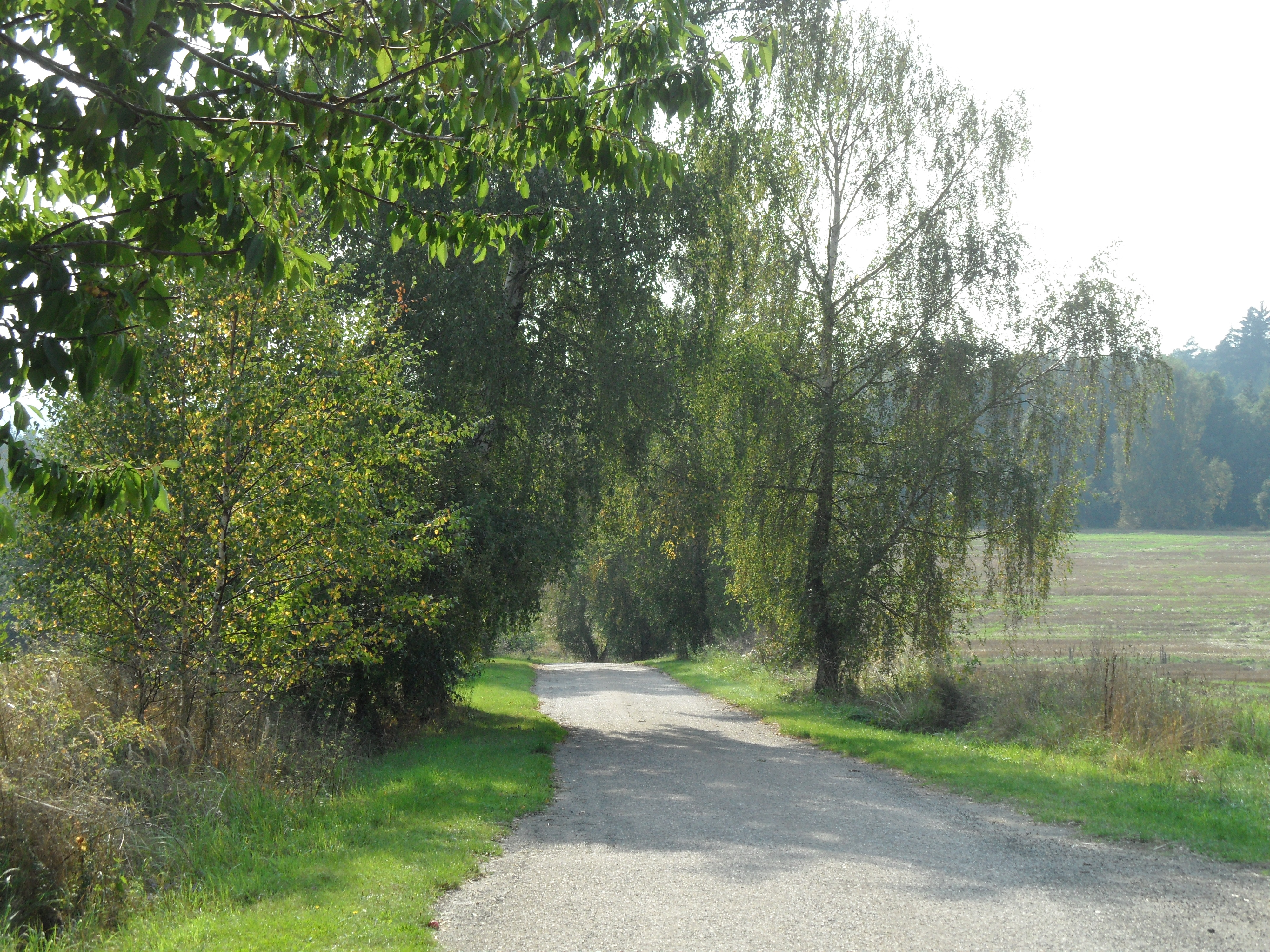
Cesta do obce
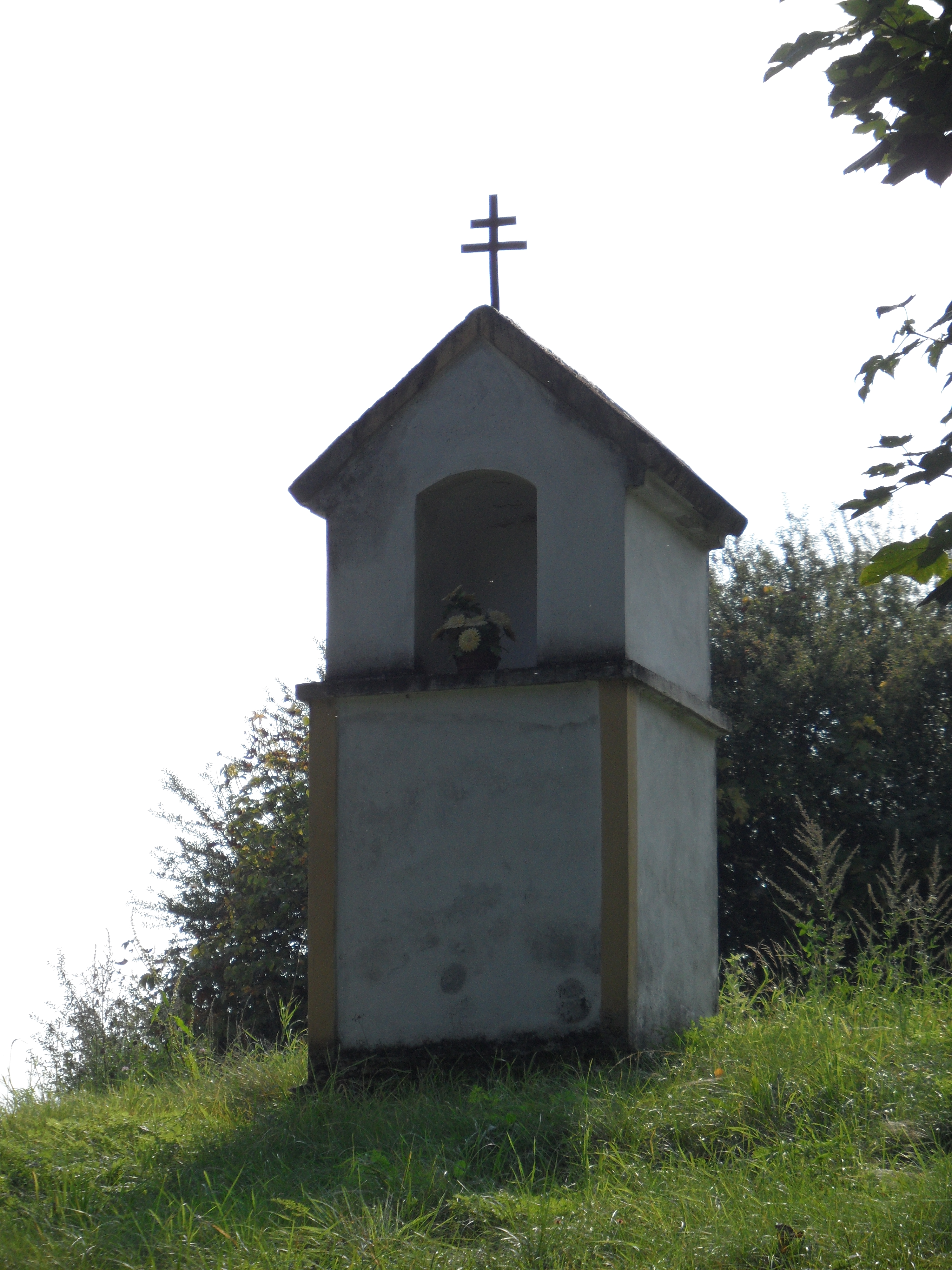
Kaplička u odbočky